# Latiaxis pilsbryi
Latiaxis pilsbryi is een slakkensoort uit de familie van de Muricidae. De wetenschappelijke naam van de soort is voor het eerst geldig gepubliceerd in 1908 door Hirase.